# Heinrich Lübbe
Heinrich Friedrich August Lübbe (* 12. Januar 1884 in Nienburg a. d. Weser; † 14. März 1940 in Berlin) war ein deutscher Maschinenbauingenieur und Erfinder.

## Biographie
Heinrich Lübbe trat nach seiner Lehre als Uhrmacher der deutschen Handelsmarine bei. Dort begann er eine Ausbildung im Maschinenbau, ein Unfall beendete jedoch seine militärische Laufbahn. Im holländischen Utrecht betrieb Lübbe zusammen mit Ernst Wulff seit Dezember 1909 das Kino „Flora“ und befasste sich mit feinmechanischen und optischen Experimenten.
1911 kehrte Lübbe nach Deutschland zurück und begann bei den Rumpler Werken in Johannisthal eine Ausbildung zum Flieger. Seine Flugprüfung legte er am 6. November auf einem Etrich-Rumpler-Eindecker ab und erwarb das deutsche FAI Patent Nr. 134 – er gilt damit als Alter Adler. Im Januar 1913 brach er mit einem Flugzeug der Rumpler-Werke den Geschwindigkeitsweltrekord für die rund 250 Kilometer lange Strecke zwischen Montevideo und Buenos Aires.
Aufgrund einer Lungenerkrankung beendete Lübbe bereits 1913 seine Fliegerlaufbahn und begann für den niederländischen Flugzeughersteller Fokker in Schwerin zu arbeiten. Während des Ersten Weltkriegs entwickelte Lübbe mit Kurt Heber für die Fokkerwerke das Unterbrechergetriebe, mit dem man mit einem Maschinengewehr durch den Propellerkreis schießen konnte. Lübbe wurde Fokkers Waffenfachmann und war in dessen Reinickendorfer Flugzeugwaffenfabrik ab 1916 Betriebsleiter.
Nach dem Ersten Weltkrieg betrieb Lübbe in Berlin eine „Versuchsanstalt für Waffen und Maschinenbau“. Dort erarbeitete er zwischen 1919 und 1925 Patente für Hebevorrichtungen, Schiffsschrauben, aber auch optische Zielgeräte und Waffen.
Im November 1925 übernahm Heinrich Lübbe mit Felix Wagenführ die Arado Flugzeugwerke in Warnemünde.
Durch Finanzierung von Strohmännern und Aufträge für die geheime Luftrüstung befanden sich die „Arado Flugzeugwerke“ seit ihrer Gründung in wirtschaftlicher Abhängigkeit vom Reichsverkehrsministerium.
Während Lübbe in seinem privaten Anwesen im Grunewald die geheime Entwicklung von neuen Waffensystemen für die Reichswehr vorantrieb und wieder mit Ingenieur Kurt Heber zusammen arbeitete, begann er während der Wirtschaftskrise Kapital aus dem Unternehmen Arado abzuziehen. Das und seine Weigerung, der NSDAP beizutreten, sorgte für Differenzen mit der Geschäftsführung und dem Ministerium.
1935 wurde Lübbe verhaftet und nach der Entlassung unter Hausarrest gestellt. Seine Firmenanteile wurden am 25. April 1936 durch die Luftfahrtkontor GmbH angekauft.

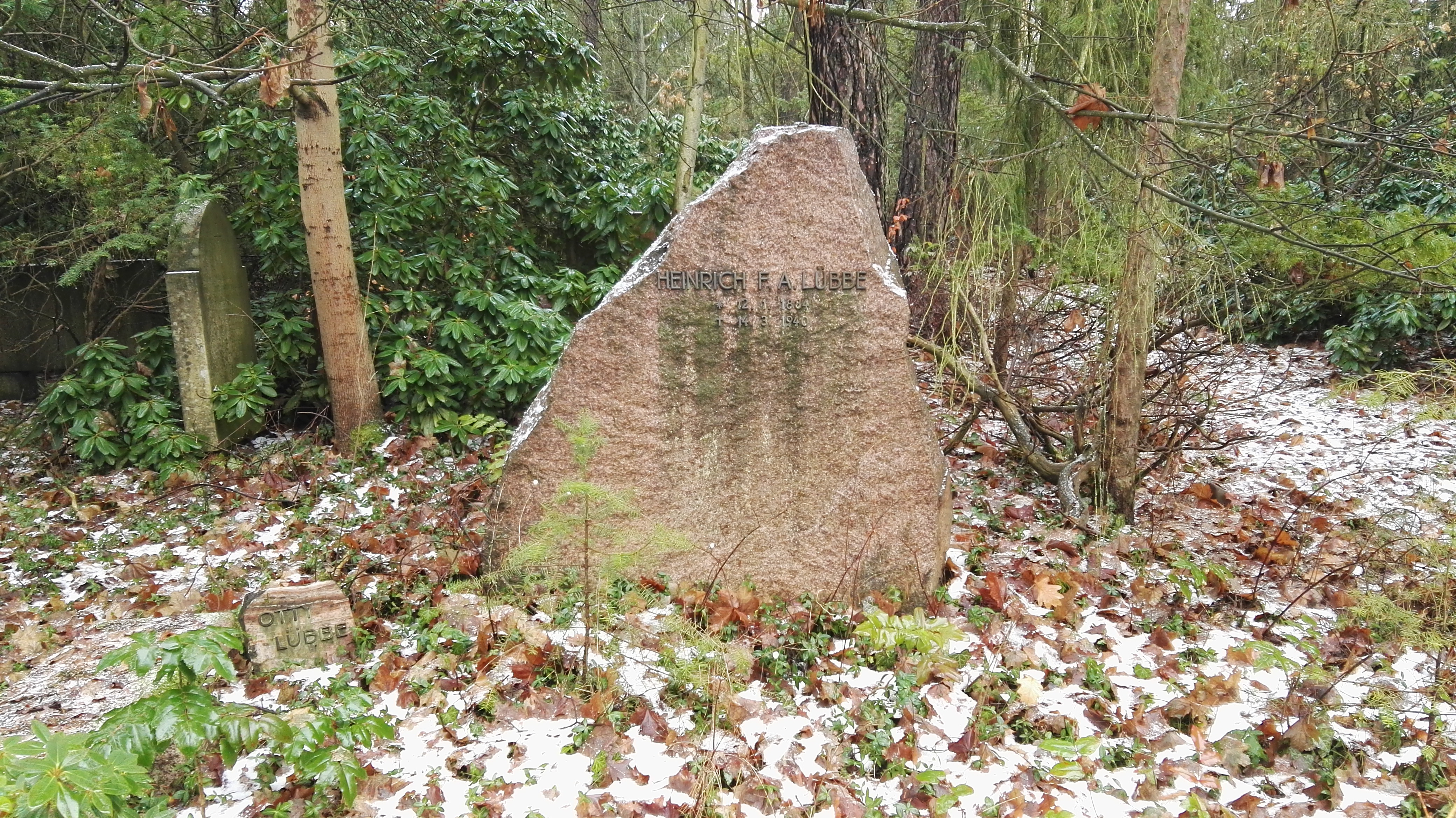
Grabstätte

Nach der Enteignung war Lübbe als Waffenexperte für verschiedene Firmen tätig.
Am Morgen des 14. März 1940 starb er im Alter von 56 Jahren an einer Lungenentzündung, die er sich auf einer Geschäftsreise zugezogen hatte. Heinrich Lübbe wurde auf dem Südwestkirchhof Stahnsdorf beigesetzt.